# Women's National Invitation Tournament

Le Women's National Invitation Tournament (WNIT, appelée National Women's Invitational Tournament (NWIT) entre 1969 et 1996) est une compétition universitaire américaine féminine de basket-ball disputée depuis 1969. La saison est entourée d'une pré-saison et d'une post-saison. Il s'agit du pendant féminin du National Invitation Tournament (NIT). Contrairement au NIT, la version féminine n'est pas organisée par la National Collegiate Athletic Association (NCAA), mais de manière indépendante.  

## Histoire

### National Women's Invitational Tournament
Le National Women's Invitational Tournament (NWIT) était un tournoi universitaire américain de basket-ball féminin post-saison tenu annuellement entre 1969 et 1996. Le sponsor originel du tournoi est inconnu.
Lancé la même année que le tournoi de l'Association for Intercollegiate Athletics for Women (en) (organisé initialement par l'Association for Intercollegiate Athletics for Women disparue en 1972), le NWIT était un tournoi de consolation à huit équipes organisé au Amarillo Civic Center à Amarillo (Texas). Jusqu'en 1974, le tournoi accueillait des équipes de collège allant de la quatrième année aux première année.

### Résultats du NWIT
| Année | Équipe victorieuse          | Équipe victorieuse | Équipe battue             | Équipe battue |
| Année | Nom de l'équipe             | Points             | Nom de l'équipe           | Points        |
| ----- | --------------------------- | ------------------ | ------------------------- | ------------- |
| 1969  | Wayland Baptist             | 54                 | Ouachita Baptist          | 34            |
| 1970  | Wayland Baptist             | 50                 | Midwestern State Mustangs | 46            |
| 1971  | Wayland Baptist             | 63                 | Parsons College           | 44            |
| 1972  | Wayland Baptist             | 48                 | John F. Kennedy College   | 41            |
| 1973  | Wayland Baptist             | 52                 | John F. Kennedy College   | 49            |
| 1974  | Wayland Baptist             | 59                 | John F. Kennedy College   | 52            |
| 1975  | Wayland Baptist             | 79                 | UCLA Bruins               | 41            |
| 1976  | Wayland Baptist             | 90                 | UCLA Bruins               | 77            |
| 1977  | Wayland Baptist             | 79                 | UCLA Bruins               | 75            |
| 1978  | Old Dominion Monarchs       | 70                 | Texas Longhorns           | 60            |
| 1979  | South Carolina              | 74                 | Drake Bulldogs            | 71            |
| 1980  | Oregon State Beavers        | 71                 | North Carolina Tar Heels  | 62            |
| 1981  | Georgia Bulldogs            | 75+                | Arizona State Sun Devils  | 73            |
| 1982  | Oregon State Beavers        | 76                 | Florida State Seminoles   | 60            |
| 1983  | New Orleans Privateers      | 68                 | Memphis State Tigers      | 58            |
| 1984  | Vanderbilt Commodores       | 67                 | Chattanooga Mocs          | 66            |
| 1985  | LSU Tigers                  | 74                 | Florida Gators            | 54            |
| 1986  | Idaho Vandals               | 100                | Northwestern State Demons | 91            |
| 1987  | Arkansas Razorbacks         | 112                | California Golden Bears   | 80            |
| 1988  | DePaul Blue Demons          | 83                 | Purdue Boilermakers       | 55            |
| 1989  | Oregon Ducks                | 67                 | San Diego State Aztecs    | 64            |
| 1990  | Kentucky Wildcats           | 85                 | Toledo Rockets            | 76            |
| 1991  | Santa Clara Broncos         | 71                 | Indiana Hoosiers          | 68            |
| 1992  | Georgia Tech Yellow Jackets | 90                 | Hawaii Rainbow Wahine     | 72            |
| 1993  | Arkansas State Red Wolves   | 67                 | SMU Mustangs              | 54            |
| 1994  | Oklahoma Sooners            | 69                 | Arkansas State Red Wolves | 65            |
| 1995  | Texas A&M Aggies            | 85                 | Northwestern State Demons | 81            |
| 1996  | Arizona Wildcats            | 79                 | Northwestern Wildcats     | 63            |

+Temps additionnel.

### Women's National Invitation Tournament
Le Women's National Invitation Tournament (WNIT), créé en 1994, prend le relais du NWIT en 1996. Il est composé d'un tournoi de pré-saison et d'un tournoi de post-saison. Triple Crown Sports, une entreprise basée à Fort Collins (Colorado) spécialisée dans la promotion d'évènements sportifs amateurs, a créé le WNIT en 1996 en remplacement du National Women's Invitational Tournament (NWIT) préexistant.

#### Tournoi de pré-saison
La WNIT naît en 1994 en tant que tournoi de pré-saison à 16 équipes. Le tournoi de pré-saison conserve cette taille pendant toute son histoire, sauf pendant la saison 2020-2021, lorsque les équipes ont été réduites au nombre de 8 en raison de la pandémie de Covid-19. A l'origine, le tournoi est à élimination directe, mais depuis l'édition 2007, un nouveau format a été mis en place, qui permet à toutes les équipes de jouer au moins trois matches. Depuis qu'il est décrit par la NCAA comme un évènement "exceptionnel", une équipe ne peut y participer qu'une fois tous les quatre ans ; de plus, seule une équipe par conférence peut participer.
L'édition 2021 réunissait huit équipes réparties en modules de quatre équipes, l'une menée par l'université du Kansas et l'autre par l'université de Caroline du Nord. Chaque équipe a joué contre toutes les équipes de son module, puis l'équipe du Kansas a joué en Caroline du Nord pour la finale. Aucun vainqueur n'a été discerné cette saison. Le nombre total d'équipes est revenu à 16 depuis 2022.

#### Tournoi de post-saison
Le tournoi de post-saison de la WNIT a débuté en 1998 en tant que tournoi à 16 équipes. Le nombre d'équipes est doublé à 32 en 1999, puis une autre fois en 2021. En 2006, les écoles ont obtenus une plus grande responsabilité, accueillant les premiers matchs du tournoi. Le nombre d'équipes est passé à 40. À l'époque, les écoles qui gagnaient la compétition régulière de la conférence mais étaient exclues du tournoi de la NCAA avaient accès automatiquement au tournoi de post-saison. Le nombre d'équipes est passé à 48 en 2007, avec des accès automatiques donnés dans chaque conférence de Division I. Le tournoi est étendu à 64 équipes en 2021, puis réduit à 48 en 2024. Ce dernier changement est survenu peu après que la NCAA ait annoncé son souhait de créer le Women's Basketball Invitation Tournament, un évènement à 32 équipes dont la première édition se tiendra en 2024.
Pendant la saison 2023, la série éliminatoire comprenait 32 places attribuées automatiquement – une pour chaque conférence – et les 32 meilleures équipes nationales. Si une équipe refusait de participer au tournoi, une autre était tirée au sort. Toute équipe de Division I pouvait y participer. Encore une fois, les équipes qui ont déjà remporté un titre de conférence cette saison ne sont pas invitées au tournoi. Les équipes sélectionnées sont annoncées le jour même de leur sélection par la NCAA. Triple Crown Sports n'a pas encore annoncé l'éventuel futur format à 48 équipes.
Le tournoi à 64 équipes était composé de 32 matches de poule, suivis par les seizièmes de finale, les huitièmes de finale, les quarts de finale, les demi-finales et la finale. Depuis que le WNIT est un tournoi à profit, tous les matches ont lieu dans la salle de l'équipe la plus offrante des deux. Les matchs sont retransmis à la télévision par CBS Sports Network. Les équipes peuvent accueillir le match aller pour 6 500 $, et le match retour pour 7 500 $. Les matches de poule sont organisés de façon à réduire les temps et coûts de déplacement.

### Résultats du WNIT

#### Tournoi de pré-saison
| Année | Équipe victorieuse                                               | Équipe victorieuse                                               | Équipe battue                                                    | Équipe battue                                                    | Salle du match                         | Ville                                       |
| Année | Nom de l'équipe                                                  | Points                                                           | Nom de l'équipe                                                  | Points                                                           | Salle du match                         | Ville                                       |
| ----- | ---------------------------------------------------------------- | ---------------------------------------------------------------- | ---------------------------------------------------------------- | ---------------------------------------------------------------- | -------------------------------------- | ------------------------------------------- |
| 1994* | Washington Huskies                                               | 79                                                               | Texas Tech Red Raiders                                           | 75                                                               | Lubbock Municipal Coliseum             | Lubbock, Texas                              |
| 1995* | Colorado Buffaloes                                               | 73                                                               | Arkansas Razorbacks                                              | 71                                                               | Bud Walton Arena                       | Fayetteville, Arkansas                      |
| 1996* | Louisiana Tech Techsters                                         | 66                                                               | Tennessee Volunteers                                             | 64                                                               | Thomas Assembly Center                 | Ruston, Louisiane                           |
| 1997* | Connecticut Huskies                                              | 71                                                               | Nebraska Cornhuskers                                             | 61                                                               | Gampel Pavilion                        | Storrs, Connecticut                         |
| 1998  | Colorado State Rams                                              | 71                                                               | Rutgers Scarlet Knights                                          | 60                                                               | Moby Arena                             | Fort Collins, Colorado                      |
| 1999  | Georgia Bulldogs                                                 | 85                                                               | UC Santa Barbara Gauchos                                         | 64                                                               | Assembly Hall                          | Champaign, Illinois                         |
| 2000  | Louisiana Tech Techsters                                         | 68                                                               | Purdue Boilermakers                                              | 63                                                               | Mackey Arena                           | West Lafayette, Indiana                     |
| 2001  | Connecticut Huskies                                              | 69                                                               | Vanderbilt Commodores                                            | 50                                                               | Gampel Pavilion                        | Storrs, Connecticut                         |
| 2002  | Kansas State Wildcats                                            | 88                                                               | Penn State Nittany Lions                                         | 66                                                               | Bramlage Coliseum                      | Manhattan, Kansas                           |
| 2003  | Texas Tech Red Raiders                                           | 73                                                               | Rutgers Scarlet Knights                                          | 45                                                               | United Spirit Arena                    | Lubbock, Texas                              |
| 2004  | Notre Dame Fighting Irish                                        | 66                                                               | Ohio State Buckeyes                                              | 62                                                               | Joyce Center                           | Notre Dame, Indiana                         |
| 2005  | Connecticut Huskies                                              | 82                                                               | Oklahoma Sooners                                                 | 62                                                               | Gampel Pavilion                        | Storrs, Connecticut                         |
| 2006  | Purdue Boilermakers                                              | 69                                                               | Baylor Bears                                                     | 55                                                               | Ferrell Center                         | Waco, Texas                                 |
| 2007  | Maryland Terrapins                                               | 75                                                               | LSU Tigers                                                       | 62                                                               | Comcast Center                         | College Park, Maryland                      |
| 2008  | North Carolina Tar Heels                                         | 80                                                               | Oklahoma Sooners                                                 | 79                                                               | Lloyd Noble Center                     | Norman, Oklahoma                            |
| 2009  | Ohio State Buckeyes                                              | 93                                                               | Oklahoma State Cowgirls                                          | 72                                                               | Value City Arena                       | Columbus, Ohio                              |
| 2010  | Purdue Boilermakers                                              | 67                                                               | DePaul Blue Demons                                               | 58                                                               | Mackey Arena                           | West Lafayette, Indiana                     |
| 2011  | Baylor Bears                                                     | 94                                                               | Notre Dame Fighting Irish                                        | 81                                                               | Ferrell Center                         | Waco, Texas                                 |
| 2012  | North Carolina Tar Heels                                         | 77                                                               | Iowa Hawkeyes                                                    | 64                                                               | Carver–Hawkeye Arena                   | Iowa City, Iowa                             |
| 2013  | Louisville Cardinals                                             | 97+                                                              | Oklahoma Sooners                                                 | 92                                                               | Lloyd Noble Center                     | Norman, Oklahoma                            |
| 2014  | Mississippi State Bulldogs                                       | 88                                                               | Western Kentucky Hilltoppers                                     | 77                                                               | Humphrey Coliseum                      | Mississippi State, Mississippi              |
| 2015  | Baylor Bears                                                     | 86                                                               | DePaul Blue Demons                                               | 72                                                               | Ferrell Center                         | Waco, Texas                                 |
| 2016  | Notre Dame Fighting Irish                                        | 71                                                               | Washington Huskies                                               | 60                                                               | Joyce Center                           | Notre Dame, Indiana                         |
| 2017  | Louisville Cardinals                                             | 74                                                               | Oregon Ducks                                                     | 61                                                               | KFC Yum! Center                        | Louisville, Kentucky                        |
| 2018  | Iowa State Cyclones                                              | 75                                                               | Miami Hurricanes                                                 | 52                                                               | Hilton Coliseum                        | Ames, Iowa                                  |
| 2019  | Oregon State Beavers                                             | 80                                                               | Missouri State Bears                                             | 69                                                               | Gill Coliseum                          | Corvallis, Oregon                           |
| 2020  | Tournoi annulé pour cause de Covid-19.                           | Tournoi annulé pour cause de Covid-19.                           | Tournoi annulé pour cause de Covid-19.                           | Tournoi annulé pour cause de Covid-19.                           | Tournoi annulé pour cause de Covid-19. | Tournoi annulé pour cause de Covid-19.      |
| 2021  | Dû aux problèmes liés au Covid-19, aucun champion n'a été nommé. | Dû aux problèmes liés au Covid-19, aucun champion n'a été nommé. | Dû aux problèmes liés au Covid-19, aucun champion n'a été nommé. | Dû aux problèmes liés au Covid-19, aucun champion n'a été nommé. | Bramlage Coliseum Reynolds Coliseum    | Manhattan, Kansas Raleigh, Caroline du Nord |
| 2022  | Texas Tech Red Raiders                                           | 64                                                               | Louisiana Ragin' Cajuns                                          | 48                                                               | Cajundome                              | Lafayette, Louisiana                        |

*Sous l'appellation National Women's Invitational Tournament.
+Temps additionnel.

#### Tournoi de post-saison
| Année | Équipe victorieuse                     | Équipe victorieuse                     | Équipe battue                          | Équipe battue                          | Salle du match                         | Ville                                  |
| Année | Nom de l'équipe                        | Points                                 | Nom de l'équipe                        | Points                                 | Salle du match                         | Ville                                  |
| ----- | -------------------------------------- | -------------------------------------- | -------------------------------------- | -------------------------------------- | -------------------------------------- | -------------------------------------- |
| 1998* | Penn State Nitanny Lions               | 59                                     | Baylor Bears                           | 56                                     | Ferrell Center                         | Waco, Texas                            |
| 1999  | Arkansas Razorbacks                    | 67                                     | Wisconsin Badgers                      | 64                                     | Bud Walton Arena                       | Fayetteville, Arkansas                 |
| 2000  | Wisconsin Badgers                      | 75                                     | Florida Gators                         | 74                                     | Kohl Center                            | Madison, Wisconsin                     |
| 2001  | Ohio State Buckeyes                    | 62                                     | New Mexico Lobos                       | 61                                     | University Arena                       | Albuquerque, Nouveau-Mexique           |
| 2002  | Oregon Ducks                           | 54                                     | Houston Cougars                        | 52                                     | McArthur Court                         | Eugene, Oregon                         |
| 2003  | Auburn Tigers                          | 64                                     | Baylor Bears                           | 63                                     | Ferrell Center                         | Waco, Texas                            |
| 2004  | Creighton Bluejays                     | 73                                     | UNLV Rebels                            | 52                                     | Omaha Civic Auditorium                 | Omaha, Nebraska                        |
| 2005  | Missouri State Bears                   | 78                                     | West Virginia Mountaineers             | 70                                     | Hammons Student Center                 | Springfield, Missouri                  |
| 2006  | Kansas State Wildcats                  | 77                                     | Marquette Golden Eagles                | 65                                     | Bramlage Coliseum                      | Manhattan, Kansas                      |
| 2007  | Wyoming Cowgirls                       | 72                                     | Wisconsin Badgers                      | 56                                     | Arena-Auditorium                       | Laramie, Wyoming                       |
| 2008  | Marquette Golden Eagles                | 81                                     | Michigan State Spartans                | 66                                     | Breslin Student Events Center          | East Lansing, Michigan                 |
| 2009  | South Florida Bulls                    | 75                                     | Kansas Jayhawks                        | 71                                     | Allen Fieldhouse                       | Lawrence, Kansas                       |
| 2010  | California Golden Bears                | 73                                     | Miami Hurricanes                       | 61                                     | Haas Pavilion                          | Berkeley, Californie                   |
| 2011  | Toledo Rockets                         | 76                                     | USC Trojans                            | 68                                     | Savage Arena                           | Toledo, Ohio                           |
| 2012  | Oklahoma State Cowboys                 | 75                                     | James Madison Dukes                    | 68                                     | Gallagher-Iba Arena                    | Stillwater, Oklahoma                   |
| 2013  | Drexel Dragons                         | 46                                     | Utah Utes                              | 43                                     | Daskalakis Athletic Center             | Philadelphie, Pennsylvanie             |
| 2014  | Rutgers Scarlet Knights                | 56                                     | UTEP Miners                            | 54                                     | Don Haskins Center                     | El Paso, Texas                         |
| 2015  | UCLA Bruins                            | 62                                     | West Virginia Mountaineers             | 60                                     | Charleston Civic Center                | Charleston, Virginie-Occidentale       |
| 2016  | South Dakota Coyotes                   | 71                                     | Florida Gulf Coast Eagles              | 65                                     | DakotaDome                             | Vermillion, Dakota du Sud              |
| 2017  | Michigan Wolverines                    | 89                                     | Georgia Tech Yellow Jackets            | 79                                     | Calihan Hall                           | Détroit, Michigan                      |
| 2018  | Indiana Hoosiers                       | 65                                     | Virginia Tech Hokies                   | 57                                     | Simon Skjodt Assembly Hall             | Bloomington, Indiana                   |
| 2019  | Arizona Wildcats                       | 56                                     | Northwestern Wildcats                  | 42                                     | McKale Center                          | Tucson, Arizona                        |
| 2020  | Tournoi annulé pour cause de Covid-19. | Tournoi annulé pour cause de Covid-19. | Tournoi annulé pour cause de Covid-19. | Tournoi annulé pour cause de Covid-19. | Tournoi annulé pour cause de Covid-19. | Tournoi annulé pour cause de Covid-19. |
| 2021  | Rice Owls                              | 71                                     | Ole Miss Rebels                        | 58                                     | My Town Movers Fieldhouse              | Collierville, Tennessee                |
| 2022  | South Dakota State Jackrabbits         | 82                                     | Seton Hall Pirates                     | 50                                     | Frost Arena                            | Brookings, Dakota du Sud               |
| 2023  | Kansas Jayhawks                        | 66                                     | Columbia Lions                         | 59                                     | Allen Fieldhouse                       | Lawrence, Kansas                       |

*Sous l'appellation National Women's Invitational Tournament.